# Gergely Gyurta
Gergely Gyurta (Budapest, 12 de septiembre de 1991) es un deportista húngaro que compite en natación, especialista en el estilo libre. Su hermano Dániel compitió en el mismo deporte
Ganó una medalla de bronce en el Campeonato Mundial de Natación en Piscina Corta de 2010, una medalla de bronce en el Campeonato Europeo de Natación de 2012 y dos medallas en el Campeonato Europeo de Natación en Piscina Corta, oro en 2012 y bronce en 2017.

## Palmarés internacional
| Campeonato Mundial en Piscina Corta | Campeonato Mundial en Piscina Corta | Campeonato Mundial en Piscina Corta | Campeonato Mundial en Piscina Corta |
| Año                                 | Lugar                               | Medalla                             | Prueba                              |
| ----------------------------------- | ----------------------------------- | ----------------------------------- | ----------------------------------- |
| 2010                                | Dubái (EAU)                         | Medalla de bronce                   | 1500 m libre                        |
| Campeonato Europeo                  |                                     |                                     |                                     |
| Año                                 | Lugar                               | Medalla                             | Prueba                              |
| 2012                                | Debrecen (Hungría)                  | Medalla de bronce                   | 1500 m libre                        |
| Campeonato Europeo en Piscina Corta |                                     |                                     |                                     |
| Año                                 | Lugar                               | Medalla                             | Prueba                              |
| 2013                                | Herning (Dinamarca)                 | Medalla de oro                      | 1500 m libre                        |
| 2017                                | Copenhague (Dinamarca)              | Medalla de bronce                   | 400 m estilos                       |